# رطوبة الأعلاف

## أقسام الخامة العلفية
إن العلف أو الخامة العلفية تقسم إلى قسمين:
- المادة الجافة
- الماء

## طريقة احتساب الرطوبة في الأعلاف
نسبة الماء في العلف أو الخامة العلفية هو المقصود به رطوبة تلك المادة وتحسب نسبتها وفق الطريقة التالية:
1. يجب طحن العلف أو الخامة العلفية جيداً.
2. تحضير طبق الرطوبة (طبق اللامنيوم) وقياس وزنه.
3. قياس وزن العينة المراد قياس رطوبتها.
4. توضع العينة في فرن الرطوبة على درجة حرارة 105 درجة مئوية ولمدة أربع ساعات .
5. عند الانتهاء تنقل العينة للتبريد وتوضع في حافظة الرطوبة منعاً لدخول الرطوبة لها .
6. توزن العينة بعد التبريد وعند طرح منها وزن الطبق نكون قد حصلنا على وزن المادة الجافة في العلف أو الخامة العلفية.
7. حساب نسبة الرطوبة يكون وفق المعادلة التالية: وزن العينة (بالطبق) - [وزن العينة (الجافة) + وزن الطبق] مقسوماً على وزن العينة مضروباً بـ 100.

## مثال توضيحي
لدينا طبق وزنه 1 غرام وقمنا بوزن عينة من العلف وهي 10 غرام وبعد تجفيف العينة كان الوزن 9.5 غرام تحسب نسبة الرطوبة على الشكل التالي
نسبة الرطوبة = 11-(9.5+1)/10*100=5% وهي نسبة الرطوبة.